# Like a Rolling Stone
"Like a Rolling Stone" là một ca khúc được viết vào năm 1965 bởi ca sĩ-nhạc sĩ người Mỹ Bob Dylan. Lời bài hát mang tính khiêu khích của ca khúc bắt nguồn từ một đoạn chép tay mà Dylan viết vào tháng 6 năm 1965, khi ông trở về từ một chuyến lưu diễn mệt nhoài của mình mang tên Bob Dylan UK Tour 1965. Sau khi lời bài hát được chỉnh sửa rất chi tiết, cô đọng thành 4 đoạn ngắn và 1 đoạn điệp khúc, "Like a Rolling Stone" được thu âm vài tuần sau và đưa vào album thứ tư của Dylan là Highway 61 Revisited. Trong suốt hai ngày thu âm khó khăn, Dylan đã cố gắng tìm hiểu đúng bản chất của ca khúc, ban đầu được viết với nhịp 3/4 nhưng lại không thành công. Ông đã tạo ra một bước đột phá khi thử nghiệm với định dạng nhạc rock, và nhạc công rock mới Al Kooper chơi đàn organ để tạo ra những đoạn nhạc ngắn mang chất country. Tuy nhiên, Columbia Records không hài lòng khi cả hai ca khúc thuộc 2 định dạng kéo dài hơn 6 phút và mang quá nhiều âm thanh điện tử, nên hãng đã lưỡng lự khi phát hành đĩa đơn. Chỉ trong vòng một tháng sau khi một bản sao của ca khúc bị rò rỉ tại một số câu lạc bộ âm nhạc mới nổi vào thời điểm đó và các DJ có ảnh hưởng ở các câu lạc bộ này đã cho rằng ca khúc sẽ được phát hành thành đĩa đơn. Mặc dù các đài phát thanh rất miễn cưỡng khi phát một bản nhạc dài, "Like a Rolling Stone" đã đạt vị trí số 2 trên bảng xếp hạng ở Mỹ và trở thành một hit toàn cầu.
Ca khúc được miêu tả là cuộc cách mạng trong việc tổng hợp các thể loại âm nhạc khác nhau, sự trẻ trung, một chút giễu cợt trong giọng hát của Dylan, và sự thẳng thắn khi đặt ra câu hỏi trong đoạn điệp khúc: "How does it feel?" (tạm dịch Cảm giác thế nào nhỉ?). "Like a Rolling Stone" đã làm thay đổi cả sự nghiệp của Dylan và ngày nay được xem là một trong những tác phẩm có ảnh hưởng nhất thời hậu chiến và từ đó được phát hành không chỉ về mặt âm nhạc thương mại, mà còn được phát trong những sự kiện văn hóa quan trọng nhằm nâng cao hình tượng của Dylan. Ca khúc được hát lại bởi rất nhiều nghệ sĩ, bao gồm The Jimi Hendrix Experience, The Rolling Stones, The Wailers và Green Day.
Bài hát được tạp chí Rolling Stone xếp ở vị trí số 1 trong danh sách "500 bài hát của mọi thời đại".

## Viết nhạc và thu âm
Vào mùa xuân năm 1965, trở về từ một chuyến lưu diễn ở Anh cho phim tài liệu Dont Look Back, Dylan không vui vì sự đón nhận của công chúng ở đây, đồng thời vì hướng đi sự nghiệp của ông, ông đã nghiêm túc xem xét việc giải nghệ. Vào năm 1966, trong một cuộc phỏng vấn với tạp chí Playboy, ông thể hiện sự không hài lòng của mình: "Mùa xuân năm ngoái, tôi nghĩ là mình sẽ phải giải nghệ thôi. Tôi đã kiệt sức, và cái cách mà mọi thứ đang ra đi, thật sự là một hoàn cảnh chán ngắt... Nhưng 'Like a Rolling Stone' đã thay đổi tất cả. Ý tôi là có một vài thứ mà bản thân tôi có thể hiểu rõ được. Thật sự rất mệt mỏi nếu có ai đó nói với bạn rằng họ hiểu rõ bạn hơn cả chính bản thân bạn."
Bài hát được sáng tác dựa trên một số đoạn chép tay của Dylan. Vào năm 1966, Dylan miêu tả cảm hứng gốc của "Like a Rolling Stone" với nhà báo Jules Siegel:
Đó là 7 trang viết dài. Lúc đó nó chưa gọi là gì cả, chỉ là một nhịp điệu trên giấy về lòng hận thù không đổi thay của tôi dẫn đến một số việc rất thật. Và cuối cùng nó chẳng mang sự hận thù gì cả, nó đang kể cho ai đó những thứ mà chính họ cũng không biết, nói cho họ biết rằng họ rất may mắn. Trả thù, đó là một từ hay hơn. Tôi không bao giờ nghĩ nó sẽ trở thành một bài hát, cho đến một ngày tôi ngồi bên cây đàn piano, và tôi nhìn trên tờ giấy mà hát, 'How does it feel?' với một tốc độ chậm rãi, chậm đến tối đa.

Suốt năm 1965, Dylan sáng tác văn xuôi, thơ và các bài hát liên tục bằng máy đánh chữ. Cảnh phim về Dylan trong căn phòng của ông tại khách sạn Savoy Hotel, Luân Đôn, quay cả quá trình làm việc này vào phim tài liệu Dont Look Back. Nhưng ông lại nói với 2 phóng viên rằng "Like a Rolling Stone" bắt đầu là một đoạn dài trong bài thơ của ông (một người thì nói là 10 trang, còn người kia thì nói là 20 trang) rồi sau đó mới chuyển thể thành nhạc. Ông không bao giờ nói về bất cứ ý tưởng sáng tác chính nào trong các cuộc phỏng vấn. Trong một cuộc phỏng vấn với đài CBC radio tại Montreal, Dylan gọi sự sáng tạo của ca khúc là một "bước đột phá", giải thích rằng nó đã thay đổi nhận thức của ông về con đường sự nghiệp mà ông đã đi. Ông nói rằng ông đã tìm được chính mình khi viết "đoạn thơ dài ngẫu hứng này, 20 trang, hơn nữa tôi đã viết nên 'Like a Rolling Stone' và nó trở thành một đĩa đơn. Tôi chưa bao giờ viết bất cứ thứ gì giống vậy và bỗng nhiên nó đến với tôi như một điều mà tôi nên làm... Sau khi viết xong tôi cảm thấy không hứng thú để viết tiểu thuyết, hay viết kịch nữa. Tôi đã làm được nhiều rồi, tôi muốn viết những bài hát."
Từ đoạn chép tay trên giấy, Dylan đã cô đọng thành bốn đoạn và đoạn điệp khúc tại Woodstock, New York. Ca khúc được viết với đàn piano đứng (upright piano), giọng Son thăng và đổi thành giọng Đô trưởng khi chơi ghita trong phòng thu âm. Dylan đã mời Mike Bloomfield, nhạc công ghita chính trong ban nhạc Paul Butterfield Blues Band, để chơi bản thu âm chính thức. Khi được hỏi về lời mời của Dylan đến thăm nhà ở Woodstock vào cuối tuần để chơi bản nhạc mới, Bloomfield nhớ lại và kể rằng: "Thứ đầu tiên mà tôi nghe là 'Like a Rolling Stone'. Tôi nghĩ anh ta muốn một chút blues kết hợp với uốn dây (pending), bởi vì đó là những gì tôi có thể làm. Anh ấy nói 'Này, anh bạn, tôi không muốn bất cứ cái gì giống B.B. King cả'. Vì vậy, OK, tôi thật sự cảm thấy lạc lõng. Anh ta muốn cái chết tiệt gì vậy? Chúng tôi cùng nhau làm việc với bài hát. Tôi đàn theo cách mà anh ta chỉ định, và anh ta còn nói điều đó thật hấp dẫn."
Quá trình ghi âm được Tom Wilson chịu trách nhiệm vào 2 ngày 15–16 tháng 6 năm 1965, tại Studio A of Columbia Records, 799 Seventh Avenue, New York. Ngoài Bloomfield, còn có các nhạc sĩ khác cũng sẵn sàng tham gia ghi âm như Paul Griffin chơi piano, Joe Macho, Jr. chơi bass, Bobby Gregg đánh trống và Bruce Langhorne chơi trống lục lạc, tất cả đều được Wilson ghi lại. Gregg và Griffin đã từng làm việc với Dylan và Wilson trong Bringing It All Back Home.
Vào ngày đầu tiên, năm người chơi nhạc đều thu âm theo nhiều phong cách khác nhau rõ rệt và sau cùng dự định phát hành theo nhịp 3/4, Dylan chơi piano. Việc không có bản nhạc đồng nghĩa với việc họ hoàn toàn chơi nhạc bằng cảm âm. Tuy nhiên, bản chất của ca khúc cuối cùng cũng được phát hiện sau nhiều quá trình tổng hợp và thu âm. Họ không thấy được điều đó khi chơi đoạn điệp khúc đầu tiên cho đến đoạn thứ tư, sau khi tiếng harmonica bị Dylan ngắt quãng, ông nói, "Tôi bị lạc giọng rồi, anh bạn. Các anh muốn thử lại lần nữa không?" Và phiên bản waltz này đã được phát hành trong album The Bootleg Series Volumes 1-3 (Rare & Unreleased) 1961-1991. Và buổi ghi âm kết thúc nhanh chóng.
Trong buổi ghi âm vào ngày tiếp theo, ngày 16 tháng 6, Al Kooper cũng tham gia. Kooper, vào thời điểm đó là một tay chơi ghita 21 tuổi, anh ta vốn không có nhiệm vụ gì nhưng được giới thiệu là một khách mời của Wilson. Khi Wilson bước ra, Kooper ngồi xuống với cây đàn ghita và chơi nhạc cùng các nghệ sĩ khác, anh ấy đã hy vọng được tham gia và buổi ghi âm. Lúc Wilson trở lại, Kooper đã bị Bloomfield đe dọa, và trở lại phòng điều khiển. Sau khi cặp đôi này diễn tập, Wilson chuyển vị trí của Griffin từ chơi Hammond organ sang chơi piano. Kooper đi đến chỗ Wilson, nói rằng anh ta có thể làm tốt phần đàn organ. Wilson đã xem thường khả năng chơi organ của Kooper, nhưng vì sau đó Kooper lên tiếng, "Anh ta chỉ cố giễu cợt tôi... Anh ta đâu có nói 'không'—nên tôi mới rời khỏi đây." Wilson rất ngạc nhiên về cách đánh organ của Kooper, và cho phép anh ta chơi nhạc ở vị trí đó. Khi được nghe ca khúc hoàn chỉnh, Dylan đã đề nghị Kooper vặn to âm thanh phần organ. Wilson trả lời: "Này, anh ta không phải là một tay chơi organ đâu", Dylan mệt mỏi nói: "Này, đừng bận tâm về việc ai là tay chơi organ,... Cứ giữ phần đàn organ." Kooper sau đó nói: "Đây là thời điểm mà tôi đã chính thức trở thành một nhạc công organ."
Buổi ghi âm này phải làm đi làm lại đến 15 lần. Định dạng mà chúng ta biết đến hiện nay của bài hát thuộc nhịp 4/4 kèm theo tiếng đàn ghita điện của Dylan. Sau khi thêm 4 lần thử nữa, cuối cùng ca khúc cũng quyết định được phát hành thành đĩa đơn.—Wilson bày tỏ sự vui mừng, "Tôi thấy hay rồi mà." Tuy nhiên, Dylan và ban nhạc khăng khăng ghi âm thêm 11 lần nữa.

## Phát hành
Theo Shaun Considine, điều phối viên phát hành của hãng Columbia Records vào năm 1965, "Like a Rolling Stone" ban đầu bị xếp vào danh sách "hủy bỏ phát hành" vì mối lo của bộ phận bán hàng và tiếp thị đối với độ dài 6 phút chưa từng có của một ca khúc với cái giọng hát rock khàn khàn. Những ngày tiếp theo, Considine mang đĩa bài hát này đến một câu lạc bộ mang tên Arthur - một câu lạc bộ mới mở và nổi tiếng với giới tiệc tùng và truyền thông. Theo sự khẳng định của đám đông, bản demo này được phát đi phát lại, cho đến khi buổi tiệc kết thúc. Sáng hôm sau, một DJ và đạo diễn chương trình xếp hạng top 40 ca khúc trong thành phố của đài phát thanh mang tên Columbia yêu cầu cung cấp bản sao. Không lâu sau, vào ngày 20 tháng 7 năm 1965, "Like a Rolling Stone" đã được phát hành dưới dạng đĩa đơn cùng với "Gates of Eden" ở mặt B.
Mặc dù với độ dài hơn 6 phút, ca khúc đã trở thành hit lớn nhất của Dylan cho đến ngày hôm nay. và trụ vững trên bảng xếp hạng Mỹ 12 tuần, đạt vị trí thứ 2 trên bảng xếp hạng chỉ sau hit của The Beatles là "Help!". Các bản sao quảng bá phát hành bởi các DJ vào ngày 15 tháng 6 chỉ gồm 2 đoạn và 2 lần lặp lại điệp khúc trong một mặt đĩa, trong khi phần giang tấu của ca khúc lại bị ghép vào mặt kia của đĩa. Các DJ muốn chơi toàn bộ bài hát vì như thế sẽ không phải phụ thuộc vào mặt đĩa. Trong khi đó một số đài phát thành lại rất miễn cưỡng khi phát ca khúc một cách đầy đủ, rốt cuộc lại bị khán giả yêu cầu bắt buộc phát cả bài. Chính nhờ vậy mà đĩa đơn đạt vị trí số 2 chỉ vài tuần sau khi phát hành. Ca khúc cũng nằm trong Top 10 ở các nước khác bao gồm Canada, Ireland, Hà Lan, và Anh.

## Chủ đề
Không giống như những hit thông thường trên các bảng xếp hạng vào thời điểm đó, lời bài hát của "Like a Rolling Stone" không nói về tình yêu, mà bày tỏ sự bất mãn và một mong muốn trả thù. Tác giả Oliver Trager mô tả lời bài hát là "lời chế nhạo của Dylan về một người phụ nữ đã hết thời và phải tự chống đỡ trong một thế giới thù địch và xa lạ." Mục tiêu mà bài hát nhắm tới, Miss Lonely (Quý cô đơn độc), đã có mọi thứ thật dễ dàng, cô ấy được học tại các trường tốt nhất và có được những người bạn thượng lưu, nhưng bây giờ hoàn cảnh của cô ấy thật sự khó khăn, cô ấy không có bất cứ trải nghiệm ý nghĩa nào để rèn luyện nhân cách của mình. Câu hát mở đầu đưa ra những hình ảnh trước đây của cô gái:
Once upon a time you dressed so fine (Đã có một thời gian em ăn mặc thật đẹp)
Threw the bums a dime in your prime, didn't you? (Ném mấy đồng lẻ trong túi vào những kẻ ăn xin, đúng không em?)
Và đoạn đầu tiên kết thúc với những câu mô tả hoàn cảnh hiện tại của cô ấy:
Now you don't talk so loud (Bây giờ em còn không dám nói chuyện quá lớn)
Now you don't seem so proud (Bây giờ em còn không dám quá tự hào)
''About having to be scrounging your next meal (Về việc sẽ phải đi ăn xin cho bữa ăn tiếp theo)
Mặc dù mang tính đả kích cay độc, bài hát cũng bày tỏ lòng thương hại đối với Miss Lonely (Quý cô đơn độc), đồng thời là niềm vui và sự tự do khi mất tất cả. Jann Wenner đã nhận xét rằng "Tất cả mọi thứ đều đã biến mất. Bạn là chính bạn, bạn bây giờ đã tự do... Bạn đang rất bất lực và bây giờ bạn không còn gì để mất. Và bạn vô hình-bạn không có bí mật nào-đó là sự giải thoát. Bạn không còn cảm giác sợ hãi nữa." Đoạn cuối cùng kết thúc với 2 câu:
When you ain't got nothing, you got nothing to lose (Khi em chẳng có gì, thì em cũng không còn gì để mất)
You're invisible now, you got no secrets to conceal (Em bây giờ vô hình rồi, em không còn bí mật nào để che giấu)
Đoạn điệp khúc lặp đi lặp lại một chủ đề:
How does it feel (Cảm giác thế nào nhỉ)
How does it feel (Cảm giác thế nào nhỉ)
To be on your own (Khi phải sống một mình)
With no direction home (Khi không biết đâu là nhà)
Like a complete unknown (Như một kẻ hoàn toàn vô danh)
Like a rolling stone (Như một hòn đá lăn)
Với một phong cách hài hước, Dylan đã nhận xét về quan điểm đạo lý của "Like a Rolling Stone" tại một cuộc họp báo ở đài truyền hình và phát thanh KQED vào ngày 3 tháng 12 năm 1965. Một phóng viên đã hỏi Dylan về việc giữ lập trường dứt khoát trong ca khúc về một cô gái, người đó hỏi rằng "Anh có muốn thay đổi cuộc sống họ không? hay anh muốn chỉ ra sự sai lầm trên con đường của họ?" Dylan cười và trả lời, "Tôi muốn chọc tức họ."
Người viết tiểu sử cho Dylan - Robert Shelton đã tóm tắt ý nghĩa của ca khúc như sau: "Một ca khúc có vẻ như đang giáng xuống đầu những kẻ thất học. (...)'Rolling Stone' nói về sự mất mát của những người vô tội, những trải nghiệm thật khắc nghiệt. Những chuyện thần thoại, những chỗ dựa, và những niềm tin đã héo mòn, để lộ ra một thực tế rất gay gắt."
Các nhà phê bình đã cố gắng liên hệ những nhân vật trong ca khúc với những người đặc biệt có mối quan hệ với Dylan vào năm 1965. Trong cuốn sách của mình - POPism: The Warhol '60s, Andy Warhol nhớ lại rằng một số đồng nghiệp của ông tin rằng "Like a Rolling Stone" chứa đựng và ám chỉ đến những kẻ thù của chính ông ấy; ông nói, "Khi nghe 'Like a Rolling Stone'—Tôi nghĩ bạn là một nhà ngoại giao đang cưỡi con ngựa sắt, anh bạn à." Lý do đằng sau thái độ thù địch của Dylan với Warhol được cho là do sự đối đãi của Warhol với Edie Sedgwick, một diễn viên và người mẫu. Sedgwick đã từng được cho là nhân vật chính của ca khúc, 'Quý cô đơn độc' ('Miss Lonely'). Sedgwick từng có quan hệ tình cảm trong một thời gian ngắn với Dylan vào cuối năm 1965 và đầu năm 1966, trong khoảng thời gian này có một số tranh cãi về việc 2 người từng cùng làm phim. Theo một cộng tác viên của Warhol là Paul Morrissey, Sedgwick có lẽ đã từng yêu Dylan, và cô ấy thật sự sốc khi phát hiện ra Dylan bí mật kết hôn với Sara Lownds vào tháng 11 năm 1965. Tuy nhiên, trong cuốn The Bob Dylan Encyclopedia, Michael Gray cho rằng Sedgwick không có liên hệ gì với ca khúc "Like a Rolling Stone", nhưng lại nói "chắc chắn bóng ma của Edie Sedgwick vẫn quanh quẩn trong album Blonde on Blonde".
Greil Marcus nói đến ý kiến của nhà sử học Thomas Crow rằng Dylan đã viết ca khúc như một lời nhận xét về hoàn cảnh của Warhol: "Tôi đã nghe Thomas Crow nói chuyện về điều đó... "Like a Rolling Stone" nói về mối quan hệ giữa Edie Sedgwick và Andy Warhol, có lẽ đó là một vài thứ mà Dylan thấy ngoài mặt, chứ không phải của từng cá nhân trong số họ, nhưng có một số thứ anh ta thấy và sợ rằng đó là một thảm họa đang dần lù lù hiện ra và anh ta đã viết ca khúc để cảnh báo, và nó rất thuyết phục." Joan Baez, Marianne Faithful và Bob Neuwirth cũng bị tranh cãi và xem lạ mục tiêu cho sự khinh bỉ này của Dylan. Người từng viết tiểu sử của Dylan -Howard Sounes khuyên rằng không nên biến ca khúc thành câu chuyện đời của ai đó, và đề nghị rằng "nhiều khả năng rằng bài hát chỉ nhắm vào những điều chung chung giả tạo mà Dylan nhận thấy." Sounes cho biết thêm, "Có những điều trớ trêu trong thực tế rằng một trong những ca khúc nổi tiếng nhất thời đại folk-rock—một thời đại cùng nhau thể hiện ước nguyện hòa bình lại mang chủ đề trả thù."
Mike Marqusee đã viết rất nhiều về những mâu thuẫn trong cuộc sống của Dylan lúc bấy giờ, với sự chối bỏ và tẩy chay từ những khán giả dòng nhạc dân gian của ông và những lý lẽ dứt khoát từ những người thân thuộc. Ông cho rằng bài hát có lẽ đã hiển nhiên dính dáng tới nhiều thứ. "Ca khúc chỉ có thể đạt được cảm xúc cao nhất khi có ai đó nhận ra rằng nó được hát, ít nhất một phần, cho chính bản thân người ca sĩ đó: anh ta là người 'không biết đâu là nhà'." Bản thân Dylan đã từng nói rằng sau một tai nạn xe môtô vào nằm 1966, ông nhận ra rằng "khi tôi sử dụng những từ như 'he' và 'it' và 'they' (những từ thuộc ngôi thứ 3) và nói về những người khác, thật ra tôi đang nói về chính tôi chứ không ai khác."

## Biểu diễn trực tiếp
Dylan đã biểu diễn bài hát trực tiếp lần đầu tiên chỉ vài ngày sau khi phát hành, khi ông xuất hiện tại Newport Folk Festival vào ngày 25 tháng 7 năm 1965. Nhiều khán giả của dòng nhạc dân gian đã phản đối về việc sử dụng đàn ghita điện của Dylan, xem thường dòng nhạc rock 'n roll, như Bloomfield diễn tả lại, chủ yếu trong số họ gọi dòng nhạc đó là "của bọn México, những người tiên phong, vũ công, những ai đang say và lắc lư." Theo một người bạn của Dylan, nhà phê bình âm nhạc Paul Nelson, "Khán giả đã la ó và hét lên rằng 'Tống khứ cái đàn ghita điện ấy đi'", trong khi Dylan và ban nhạc của ông đang mang lại một màn trình diễn ngập ngừng cho đĩa đơn mới của họ.
Highway 61 Revisited được phát hành vào cuối tháng 8 năm 1965. Khi Dylan trình diễn trong các chuyến lưu diễn cho album, "Like a Rolling Stone" luôn được ưu tiên trình diễn, trừ một số trường hợp ngoại lệ, cho đến chuyến lưu diễn cuối của ông vào năm 1966 mang tên "world tour". Vào 17 tháng 5 năm 1966, trong chuyến lưu diễn cuối cùng của mình, Dylan và ban nhạc của ông đã biểu diễn tại Free Trade Hall ở Manchester, Anh. Trước khi họ bắt đầu chơi bản nhạc, một khán giả đã thét lên "Judas!", và rõ ràng đã ám chỉ đến "sự phản bội" của Dylan với dòng nhạc dân gian. Dylan trả lời rằng, "Tôi không tin bạn. Bạn là một kẻ dối trá!" Sau đó, ông quay lại ban nhạc và yêu cầu họ "chơi nhạc thật to vào".
Kể từ đó, "Like a Rolling Stone" vẫn là màn biểu diễn chính trong buổi hòa nhạc của Dylan, thường được chỉnh sửa lại. Nó cũng được chơi trong một chương trình truyền hình của ông vào năm 1969 mang tên Isle of Wight và cả trong chuyến lưu diễn tái hợp với The Band vào năm 1975 và chuyến lưu diễn Rolling Thunder Revue trong 2 năm 1975–76. Bài hát tiếp tục là tiết mục chủ chốt trong suốt những năm 1970 và 1980. Vào chuyến lưu diễn Never Ending Tour, bắt đầu năm 1988, "Like a Rolling Stone" là một trong năm ca khúc được biểu diễn nhiều nhất, với 653 màn trình diễn tính đến năm 2005.
Bên cạnh Highway 61 Revisited, bản gốc của ca khúc cũng được phát hành trong 4 album chính thức của Dylan như: Bob Dylan's Greatest Hits, Biograph, The Essential Bob Dylan, và Dylan. Ngoài ra, ban đầu, bản thu âm nhịp 3/4 chưa hoàn chỉnh trong phòng thu âm cũng được xuất hiện trong album The Bootleg Series Volumes 1–3 (Rare & Unreleased) 1961–1991. Những màn biểu diễn trực tiếp của bài hát cũng phát hành trong các album Self Portrait, Before the Flood, Bob Dylan at Budokan, MTV Unplugged, The Bootleg Series Vol. 4: Bob Dylan Live 1966, The "Royal Albert Hall" Concert, The Bootleg Series Vol. 7: No Direction Home: The Soundtrack, và Rock of Ages của The Band.

## Tôn vinh
Bài hát là một cuộc cách mạng trong việc kết hợp đàn ghi ta điện, hợp âm organ và giọng hát của Dylan thật trẻ trung, mang tính giễu cợt. Nhà phê bình Michael Gray miêu tả ca khúc là một "hỗn hợp của blues, trường phái ấn tượng, một câu chuyện ngụ ngôn, và sự thẳng thắn trong phần điệp khúc khi hỏi: 'How does it feel' (Cảm giác thế nào nhỉ?)". Bài hát đã có một tác động rất lớn trong văn hóa phổ biến và nhạc rock lúc bấy giờ. Thành công của nó đã đưa Dylan thành một biểu tượng nhạc pop, như Paul Williams viết rằng:
Dylan đã nổi danh và đã từng là trung tâm của sự chú ý trong một thời gian dài. Nhưng bây giờ lịch sử lại lặp lại lần nữa. Ông trở thành một ngôi sao nhạc pop đồng thời là ngôi sao nhạc dân gian... thậm chí còn hơn cả nhóm Beatles, một biểu tượng của văn hóa phổ biến, chính trị, thay đổi cả thế hệ tại Mỹ và châu Âu. Ông được xem như, trong nhiều mặt khác nhau, là một nhà lãnh đạo.

Nhà sản xuất thu âm Paul Rothchild, nhà sản xuất cho 5 album đầu tiên của The Doors, nhớ lại sự tự hào khi có một nghệ sĩ Mỹ đã tạo ra một bản thu âm thách thức thành công vị trí đứng đầu của nhóm British Invasion (một nhóm những nghệ sĩ ở Anh quốc khá nổi tiếng ở Mỹ vào suốt những năm 1964-1966). Ông nói, "Điều tôi nhận ra khi tôi đang ngồi đây, có một người Mỹ gọi là hippie ở Village —đang tạo ra những ca khúc có thể cạnh tranh được với HỌ—the Beatles, và the Stones, và Dave Clark Five—mà không cần từ bỏ bất cứ tính chất nào của nhạc dân gian hay sức mạnh của rock'n'roll."
Ca khúc đã tác động rất lớn đến Bruce Springsteen, lúc ông mới 15 tuổi và lần đầu tiên nghe nó. Springsteen đã mô tả sự việc đó trong bài phát biểu của ông khi vinh danh Dylan tại Đại sảnh danh vọng Rock and Roll vào năm 1988, và cũng đánh giá ý nghĩa lâu dài của "Like a Rolling Stone":
Lần đầu tiên tôi nghe Bob Dylan, là lúc tôi ngồi trong xe với mẹ tôi và nghe đài WMCA, và lúc đó tôi thật sự cảm giác như có ai đó đã làm một cú đá mở cánh cửa tâm hồn tôi... Cách mà Elvis giải phóng cơ thể, cách mà Dylan giải phóng tâm hồn, đã cho chúng ta thấy rằng âm nhạc là bản năng tự nhiên không có nghĩa là nó chống lại lý trí. Anh ta có tầm nhìn và tài năng biến nhạc pop chứa đựng được cả thế giới. Anh ấy tạo ra một cách mới cho các ca sĩ nhạc pop có thể hát, và phá vỡ những giới hạn mà ngành thu âm có thể đạt được, và anh ta đã thay đổi bộ mặt của rock'n'roll mãi mãi và mãi mãi."

Những người sống ở thời điểm đó đã rất giật mình và xem như bị đĩa đơn này thách thức. Paul McCartney nhớ lúc ông đang đi xung quanh nhà của John Lennon tại Weybridge là lần đầu tiên ông nghe bài hát. Theo McCartney, "Nó có vẻ như cứ tiếp tục và tiếp mãi. Nó thật đẹp... Anh ấy đã cho tất cả chúng ta thấy rằng nó có thể tiến xa hơn nữa." Frank Zappa có một phản ứng cực đoan hơn: "Khi tôi nghe 'Like a Rolling Stone', tôi đã muốn từ bỏ sự nghiệp âm nhạc, bởi vì tôi cảm thấy: 'Nếu ca khúc này thành công và nó đạt được mục đích, tôi không cần phải làm gì khác nữa...' Nhưng nó lại chẳng làm được gì cả. Nó được phát hành và bán ra nhưng không ai đáp lại theo cách mà đáng lẽ ra họ nên làm." Gần 40 năm sau, năm 2003, Elvis Costello nhận xét về chất lượng sáng tạo của đĩa đơn. "Thật là khó tin khi sống trong thế giới có Manfred Mann, The Supremes và Engelbert Humperdinck lại có thể nghe 'Like a Rolling Stone'".
Mặc dù CBS đã cố gắng làm cho bản thu âm "tiện lợi phát thanh" hơn bằng cách cắt một nửa bài và trải rộng ra 2 mặt đĩa, nhưng Dylan và cả các fan hâm mộ đã yêu cầu phải phát đầy đủ 6 phút trong một mặt đĩa và đài phát thanh cần phải phát toàn bộ bài hát. Thành công sau này của "Like a Rolling Stone" đã đóng một vai trò lớn trong việc thay đổi các quy ước trong ngành công nghiệp âm nhạc rằng đĩa đơn chỉ được dài dưới 3 phút. Những nhân vật bí ẩn và sự sáng tạo trong lời bài hát cũng đã tạo ra một sự đổi mới trong Top ten các bảng xếp hạng. Theo lời của Rolling Stone, "Không có ca khúc pop nào khác đã hoàn toàn thách thức và thay đổi những luật lệ thương mại và qui ước nghệ thuật vào thời điểm đó, và đồng thời là mãi mãi."
Vào năm 1966, Dylan nói với Ralph Gleason: "Rolling Stone là ca khúc hay nhất mà tôi từng viết." Vào năm 2004, khi nói chuyện với Robert Hilburn, Dylan vẫn cảm thấy rằng ca khúc có một vị trí đặc biệt trong sự nghiệp của ông: "Như là có một bóng ma đã viết bài hát này, nó mang đến cho bạn ca khúc rồi bỏ đi. Bạn không biết nó có ý gì. Ngoại trừ rằng nó đã chọn tôi để viết ca khúc này."
Hơn 40 năm sau khi phát hành, "Like a Rolling Stone" vẫn được đánh giá cao, qua các cuộc khảo sát bởi các nhà phê bình và các nhạc sĩ. Một danh sách xếp hạng năm 2002 của Uncut và một cuộc thăm dò ý kiến của tờ tạp chí Mojo đều cho thấy kết quả ca khúc đứng đầu bảng. Khi được hỏi về quan điểm cá nhân của ông về các cuộc khảo sát như vậy, Dylan đã nói với Ed Bradley trong một cuộc phỏng vấn năm 2004 trên 60 Minutes rằng ông không bao giờ quan tâm đến chúng, bởi gì chúng sẽ thay đổi thường xuyên. Giải thích cho quan điểm của ông có lẽ phù hợp khi cuộc khảo sát 100 Bài hát Hay nhất Mọi thời đại của Mojo vào năm 2000, bao gồm 2 đĩa đơn của Dylan, nhưng lại không phải "Like a Rolling Stone". 5 năm sau, tạp chí lại liệt kê bài hát vào vị trí số 1. Và Rolling Stone vào 1989 đã chọn "Like a Rolling Stone" là đứng thứ 2 trong suốt 25 năm, sau đó vào năm 2004 lại đặt bài hát vào vị trí số một trong danh sách "500 bài hát vĩ đại nhất mọi thời đại".

## Danh hiệu
| Danh sách                                      | Đơn vị đánh giá                  | Vị trí | Năm  |
| ---------------------------------------------- | -------------------------------- | ------ | ---- |
| "500 bài hát vĩ đại nhất"                      | Rolling Stone                    | 1      | 2010 |
| "200 bài hát hay nhất của thập kỷ 1960"        | Pitchfork Media                  | 4      | 2006 |
| "100 bài hát rock hay nhất"                    | VH1                              | 4      | 2000 |
| "500 bài hát đã góp phần hình thành nhạc rock" | Đại sảnh Danh vọng Rock and Roll | —      | 1995 |

## Phiên bản hát lại
Nhiều nghệ sĩ đã hát lại ca khúc "Like a Rolling Stone", bao gồm Johnny Thunders, The Four Seasons, The Rascals, Judy Collins, Johnny Winter, Cher, The Rolling Stones, Spirit, Michael Bolton, The Creation, John Mellencamp, The Wailers, và Green Day. Nhạc công ghita Jimi Hendrix, biểu diễn cùng The Jimi Hendrix Experience, đã thu âm một phiên bản trực tiếp tại Monterey Pop Festival. Hendrix là một fan cuồng nhiệt của Bob Dylan, và nhất là ca khúc "Like a Rolling Stone". "Bài hát làm tôi cảm thấy rằng tôi không phải là người duy nhất cảm thấy buồn bã và thất vọng..." Hendrix nói. Sau đoạn thứ 2, Hendrix bỏ qua đến đoạn thứ tư. Hendrix chơi ghita điện và nhà phê bình âm nhạc Greil Marcus đã mô tả bầu không khí trong quá trình thu âm bài hát của Hendrix:
Các hợp âm đồng loạt trỗi dậy từ mỗi đoạn như mây mưa; giai điệu rất chậm rãi, với sự tập trung cao độ của Hendrix, giọng nói chuyện lè nhè mang tính đường phố không có vẻ gì giống với phong cách cơn bão miền Tây của Dylan."

Bài hát cũng được hát hát lại với nhiều ngôn ngữ. Hugues Aufray hát ca khúc bằng tiếng Pháp ("Comme Des Pierres Qui Roulent" (Aufray Trans Dylan, 1995)), nghệ sĩ người Áo Wolfgang Ambros cũng có cả một phiên bản Áo-Đức "Allan Wia a Stan" trong album 1978 Wie Im Schlaf đạt vị trí số 8 trên bảng xếp hạng ở Áo 8 tuần., nhóm nhạc Đức Bap hát phiên bản mang tên "Wie 'ne Stein" trong album Vun drinne noh drusse và Lars Winnerbäck biểu diễn ca khúc bằng tiếng Do Thái mang tên "Som en hemlös själ", nghĩa là "Như một linh hồn vô gia cư". Articolo 31 thu âm một phiên bản mang tên "Come una Pietra Scalciata" (nghĩa là "Như một hòn đá bắt đầu") trong album năm 1998 của họ mang tên Nessuno. Phiên bản của Articolo 31 là một ca khúc hip-hop trong đó có lồng vào nhiều giọng nói của các cô gái chen vào, các đoạn rap và có cả DJ chỉnh nhạc. Phiên bản này chỉ có duy nhất 3 đoạn và dài bốn phút rưỡi.

## Xếp hạng
| Bảng xếp hạng (1965)       | Vị trí cao nhất |
| -------------------------- | --------------- |
| Canadian RPM Singles Chart | 3               |
| Dutch Top 40               | 9               |
| Dutch Single Top 100       | 7               |
| German Singles Chart       | 13              |
| Irish Singles Charts       | 9               |
| UK Singles Chart           | 4               |
| US Billboard Hot 100       | 2               |
| US Cashbox Top 100         | 1               |

## Liên kết mở rộng
- Ca từ trên trang web chính thức của Bob Dylan
- Vocal performance and speech intonation: Bob Dylan’s "Like a Rolling Stone" Lưu trữ ngày 4 tháng 3 năm 2016 tại Wayback Machine bởi Michael Daley, Đại học York, Toronto